# Cerianthus tenebrarum
Cerianthus tenebrarum är en korallart som beskrevs av Alcock 1893. Cerianthus tenebrarum ingår i släktet Cerianthus och familjen Cerianthidae. Inga underarter finns listade i Catalogue of Life.